# Rokytovec
Rokytovec är en ort i Tjeckien.   Den ligger i regionen Mellersta Böhmen, i den centrala delen av landet, 50 km nordost om huvudstaden Prag. Rokytovec ligger 285 meter över havet och antalet invånare är 121.
Terrängen runt Rokytovec är platt.Runt Rokytovec är det ganska tätbefolkat, med 65 invånare per kvadratkilometer. Närmaste större samhälle är Mladá Boleslav, 5,2 km öster om Rokytovec. Trakten runt Rokytovec består till största delen av jordbruksmark.